# Lijst van voetbalinterlands Argentinië - Engeland (vrouwen)
Deze lijst van voetbalinterlands is een overzicht van alle officiële voetbalinterlands tussen de nationale vrouwenteams van Argentinië en Engeland. De landen hebben tot nu toe drie keer tegen elkaar gespeeld. 

## Wedstrijden
| № | Plaats      | Datum             | Competitie | Wedstrijd             | Uitslag |
| - | ----------- | ----------------- | ---------- | --------------------- | ------- |
| 1 | Mexico-Stad | 25 augustus 1971  | WK 1971    | Argentinië − Engeland | 4 − 1   |
| 2 | Chengdu     | 17 september 2007 | WK 2007    | Engeland − Argentinië | 6 − 1   |
| 3 | Le Havre    | 14 juni 2019      | WK 2019    | Engeland − Argentinië | 1 − 0   |

## Samenvatting
| Competitie   | Totaal gespeeld | Winst Argentinië | Gelijk | Winst Engeland | Doelsaldo Argentinië – Engeland |
| ------------ | --------------- | ---------------- | ------ | -------------- | ------------------------------- |
| WK-eindronde | 3               | 1                | 0      | 2              | 5 − 8                           |
| Totaal       | 3               | 1                | 0      | 2              | 5 − 8                           |